# Mikael Nestius
Mikael Bogislaus Nestius, född 15 mars 1961 i Enskede, är en svensk journalist och mediekonsult.

## Karriär
Mellan mars 1992 och juni 1993 var han reporter på Expressen. I slutet av 1990-talet var Nestius vd och ansvarig utgivare för Tidningen Södermalm. Hösten 1999 var han med om att grunda Tidningen Östermalm, för vilken han också var ansvarig utgivare.
Från 2002 till 2009 var Nestius vd, chefredaktör och ansvarig utgivare för tidningen Stockholm City, som han även var med och grundade.
Hösten 2009 blev han chefredaktör för tidningen Dagens Medicin. År 2013 blev han även vd för Veckans Affärer och Resumé och sedermera vd för Bonnier Business Media. Nestius slutade som chefredaktör på Dagens Medicin år 2014, men kvarstod som vd.
När Bonniers köp av Mittmedia genomfördes i slutet av mars 2019 blev Nestius affärschef för Mittmedia.

## Familj
Mikael Nestius är son till journalisten Hans Nestius.